# 张德含
张德含（1907年—1964年10月28日），山西浮山县人。中华人民共和国政治人物。

## 生平
1925年毕业于太原国民师范。1927年，加入中国共产党。曾两次被捕。历任牺盟会赵城县特派员、介休县抗日民主政府县长、太岳第一和第九两专署公安督察员、太岳行署公安局副局长。中华人民共和国成立后，历任公安学院副院长、中共山西省委统战部长、山西省政协副主席、全国政协委员。1964年10月28日去世。